# Srubec
Srubec je obec v okrese České Budějovice, v bezprostřední blízkosti krajského města, v jihovýchodním směru. Žije zde přibližně 3 000 obyvatel, jeho katastrální území má rozlohu 6 km² a je situované ve svažitém terénu Lišovského prahu, který se zvedá výrazně nad úroveň Českobudějovické pánve. Do Srubce zajíždí českobudějovická městská hromadná doprava. K obci dále náleží místní část Stará Pohůrka.

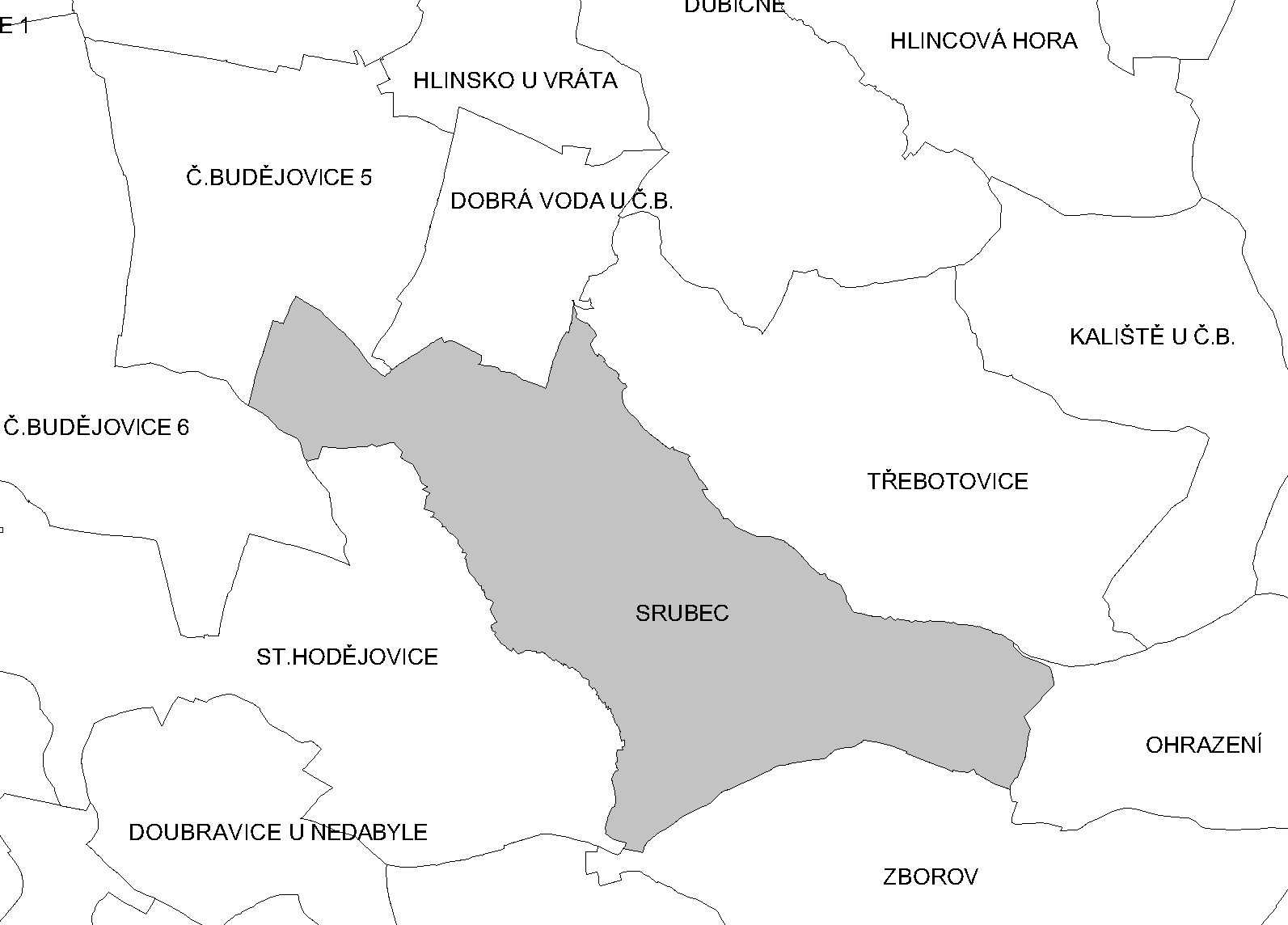
Katastrální území Srubce

## Historie
Nelze přesně určit, kdy a za jakých okolností vesnice vznikla, ale nejspíše se tak stalo koncem 14. nebo nejpozději začátkem 15. století. Její název snad souvisí s nějakým srubem vybudovaným na ochranu a střežení budějovické kotliny a přístupu ke královskému městu.
Srubec původně náležel do majetku zámožných českobudějovických měšťanů. Nejstarší dochovaná zpráva o Srubci pochází z roku 1439, kdy byl vlastníkem osady obchodník Ondřej Sova z Českých Budějovic. Ten ves dal do zástavy Petru Vlasákovi. Srubec tehdy čítal 24 poddanských usedlostí a hospodáři odváděli pánovi naturální i peněžní rentu a měli povinnost robotovat během žní. Z Vlasákových rukou se Srubec brzy dostal zpět do přímého držení Ondřeje Sovy, jenž užíval vladyckého přídomku „ze Srubce“. Po jeho smrti vesnici zdědila jeho dcera Dorota, která ji v roce 1478 postoupila svému manželu Janu Puklicovi ze Vztuh. Po jeho smrti na podzim roku 1482 se dědictví ujal Janův starší bratr Václav. Bezdětný Václav odkázal majetek neteři Johance Puklicové (závěť z roku 1494). Johanka přenechala ves Srubec v roce 1500 svému muži Linhartu Ekhartovi. V roce 1522 byl Srubec Ekhartem nakrátko zastaven Bejšovcovi z Bejšova a později prodán Mikuláši Štrabochovi. Před rokem 1539 koupilo Srubec od Štrabocha město České Budějovice. V roce 1540 čelilo město žalobě Jana Ekharta (syn Johanky) a Srubec mu musel být vrácen.
Ve čtyřicátých letech 16. století zde byla nalezena bohatá ložiska stříbrné rudy. Roku 1541 zde vznikly první dvě šachty s názvem „Obrácení svatého Pavla“ a „U starého kozla“. Roku 1548 přibyly doly „na Pradědu“, „Chudá rada“, „Divoký muž“ a „Boží pomoc“ a roku 1565 ještě tři. Koncem roku 1557 zdědil majetek po Janu Ekhartovi jeho syn Abrahám, později jeho druhý syn Jakub. Roku 1565 byl Srubec prodán bohatému zemskému úředníku Mikuláši Humpolcovi z Tuchoraze (dvořan Viléma z Rožmberka, později známý protivník regenta Jakuba Krčína). Po jeho smrti Srubec převzala jeho dcera Kateřina, jež tu se svým druhým manželem Friedrichem Schefflingerem z Rirsdorffu často pobývala a psala se „ze Srubce“.  Kateřina roku 1600 prodala Srubec Melicharu Kolikrejtarovi z Kolikrejtu. Roku 1602 Srubec definitivně koupilo za rovných 5 000 kop míšeňských grošů královské město České Budějovice.
Roku 1828 měl Srubec 43 domů a byl vesnicí téměř výhradně zemědělskou. Roku 1850 se Srubec stal samostatnou politickou obcí, prvním voleným starostou se stal dosavadní rychtář Jakub Steinhäusel. Až do roku 1920 patřila k obci osada Ohrazení. V prostoru mezi Srubcem a Starými Hodějovicemi došlo od konce 18. století k obnově těžby stříbra, roku 1817 tu rakouský stát otevřel důl s názvem „Svatý Jan Nepomucký“. 27. srpna 1845 došlo k přívalovému dešti, který zvedl hladinu blízkého potoka o 3 metry a důl zatopil. 5. září se podařilo vyčerpat vodu a dokončit záchranné práce. Sedm z osmi horníků bylo mrtvých, zachránit se podařilo jediného. Těžba byla v roce 1852 zastavena (podle jiných zdrojů byl v provozu do roku 1853). Snahy o obnovení těžby v letech 1910–1914 byly neúspěšné.
Roku 1903 ze byla založena stromová školka ovocnářským odborníkem Josefem Lencem. Pěstovaly se tu tisíce sazenic jehličnatých i ovocných strojů, cizokrajných a parkových dřevin. Roku 1922 vznikla lidová knihovna a 1. září 1923 byla otevřena obecná škola. Roku 1929 byla provedena elektrifikace (především zásluhou elektrárenského družstva). Roku 1937 vznikla tělocvičná jednota Sokol. V letech 1941–1943 došlo k postupnému rozpuštění spolků a v činnosti zůstali pouze hasiči. 28. října 1945 byl odhalen pomník sestřeleného amerického pilota a vysvěcen nový zvon do návesní kapličky. Roku 1946 byly převzaty návesní rybníky. Roku 1954 bylo zahájeno pravidelné spojení s Českými Budějovicemi v podobě autobusové linky, která však zůstala v provozu pouhé 4 měsíce. Obnovena byla v listopadu 1956. V květnu 1958 byla založena Tělovýchovná jednota Slavoj. Mezi lety 1966–1967 bylo vybudováno hřiště. 1988 byla zahájena stavba vodovodu (dokončen v roce 1993) V 2. polovině devadesátých let byla provedena plynofikace obce.

## Obyvatelstvo
Počet obyvatel obce Srubec v letech 1993–2014 trojnásobně vzrostl. Důvodem je rozsáhlá výstavba nových rodinných domků, neboť obec je součástí aglomerace Českých Budějovic a projevuje se zde proces suburbanizace. V období 2006 až 2015 vzrostl počet obyvatel obce o 927 lidí a Srubec tak je nejrychleji rostoucí obcí v okruhu přibližně šesti kilometrů od Českých Budějovic. Kvůli nárůstu obyvatel zvažovalo vedení obce v roce 2015 stavbu základní školy pro první stupeň odhadem za 40 až 50 milionů korun. V říjnu 2018 vyhlásila obec výběrové řízení na novostavbu MŠ a ZŠ Srubec.
| 1971 | 1981 | 1991 | 1995 | 2000 | 2005 | 2010 | 2015 |
| ---- | ---- | ---- | ---- | ---- | ---- | ---- | ---- |
| 686  | 715  | 701  | 753  | 837  | 1193 | 1761 | 2211 |

## Pamětihodnosti

### Kaplička Panny Marie
Nachází se přímo na návsi obce a byla postavena roku 1908. Celková rekonstrukce kapličky s následným vysvěcením proběhla roku 2002.

### Pomník padlých občanů
K roku 1919 je datováno slavnostní odhalení pomníku 15 občanům obce padlým v 1.světové válce. Pomník byl zhotoven sochařem Ervínem Schopenhauerem z Dobré Vody.

### Pomník amerického letce Roberta W. Whiteheada
Na počest amerického pilota Roberta Whiteheada, který byl dne 11. dubna 1945 sestřelen při souboji amerických letadel s německými stíhači, byl zhotoven pomník připomínající tuto oběť 2. světové války.

### České Švýcarsko
České Švýcarsko (jinak Nové Švýcarsko či Švajcy) je lesnaté údolí s turistickou stezkou, táhnoucí se podél hranice katastrálních území Srubec a Třebotovice až k Dobré Vodě. Kdysi zde bývaly nádrže, zajišťující vodu pro pohon důlních strojů.

## Části obce
Obec Srubec se skládá ze dvou částí, které leží v katastrálním území Srubec.
- Srubec
- Stará Pohůrka

V letech 1850–1920 k obci patřilo i Ohrazení.

## Galerie

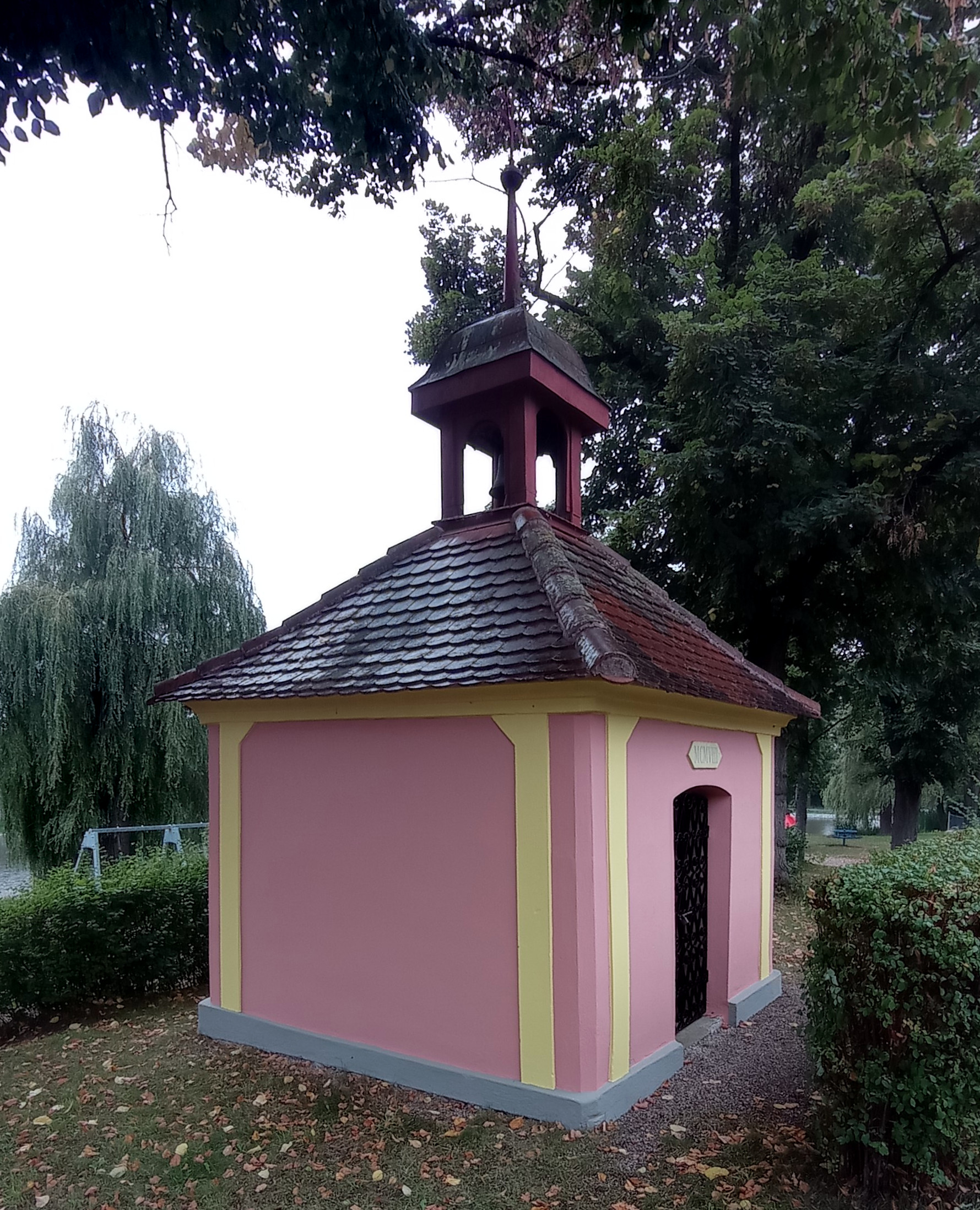
Kaple zasvěcená Panně Marii
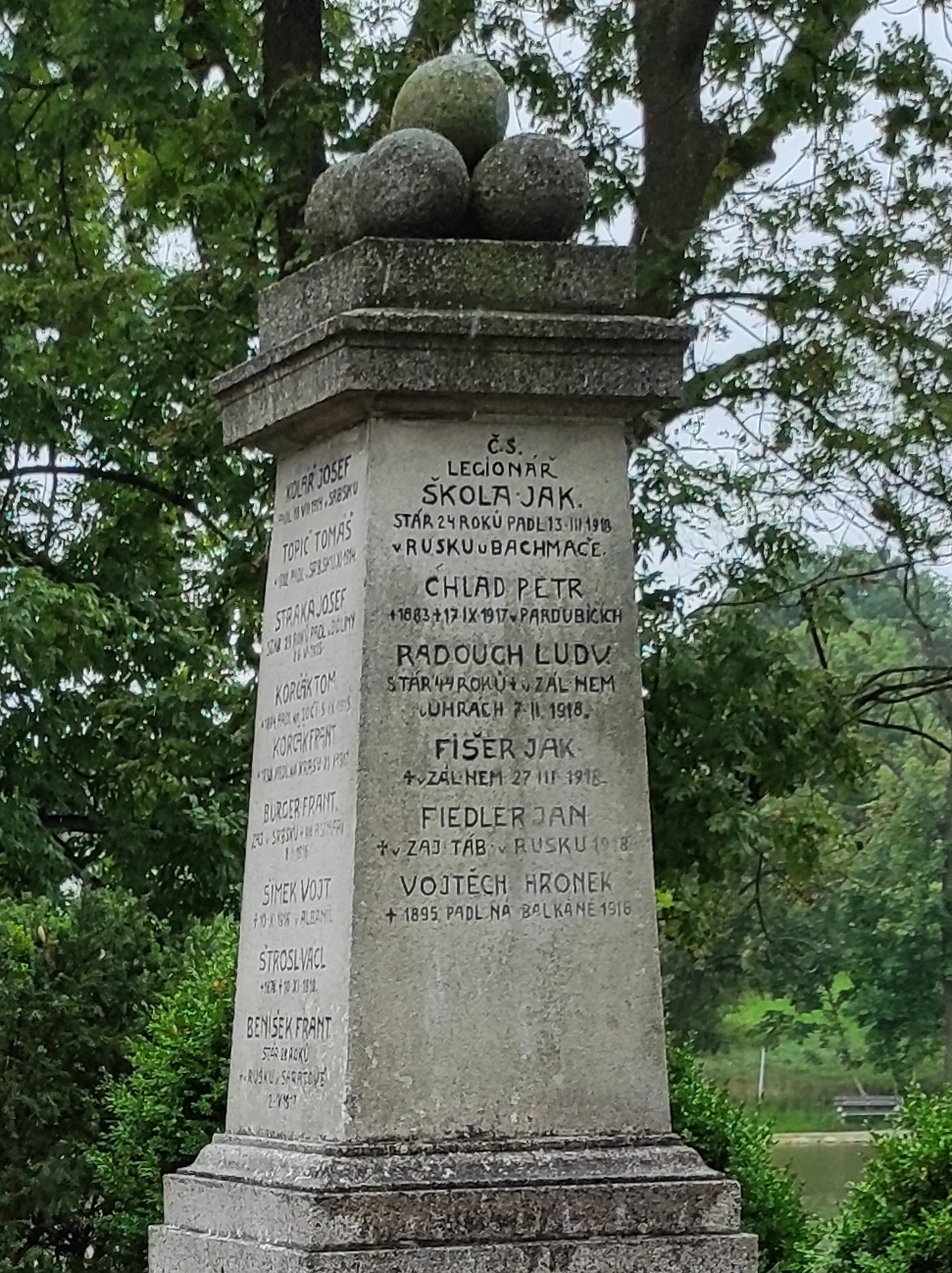
Pomník obětem 1. světové války
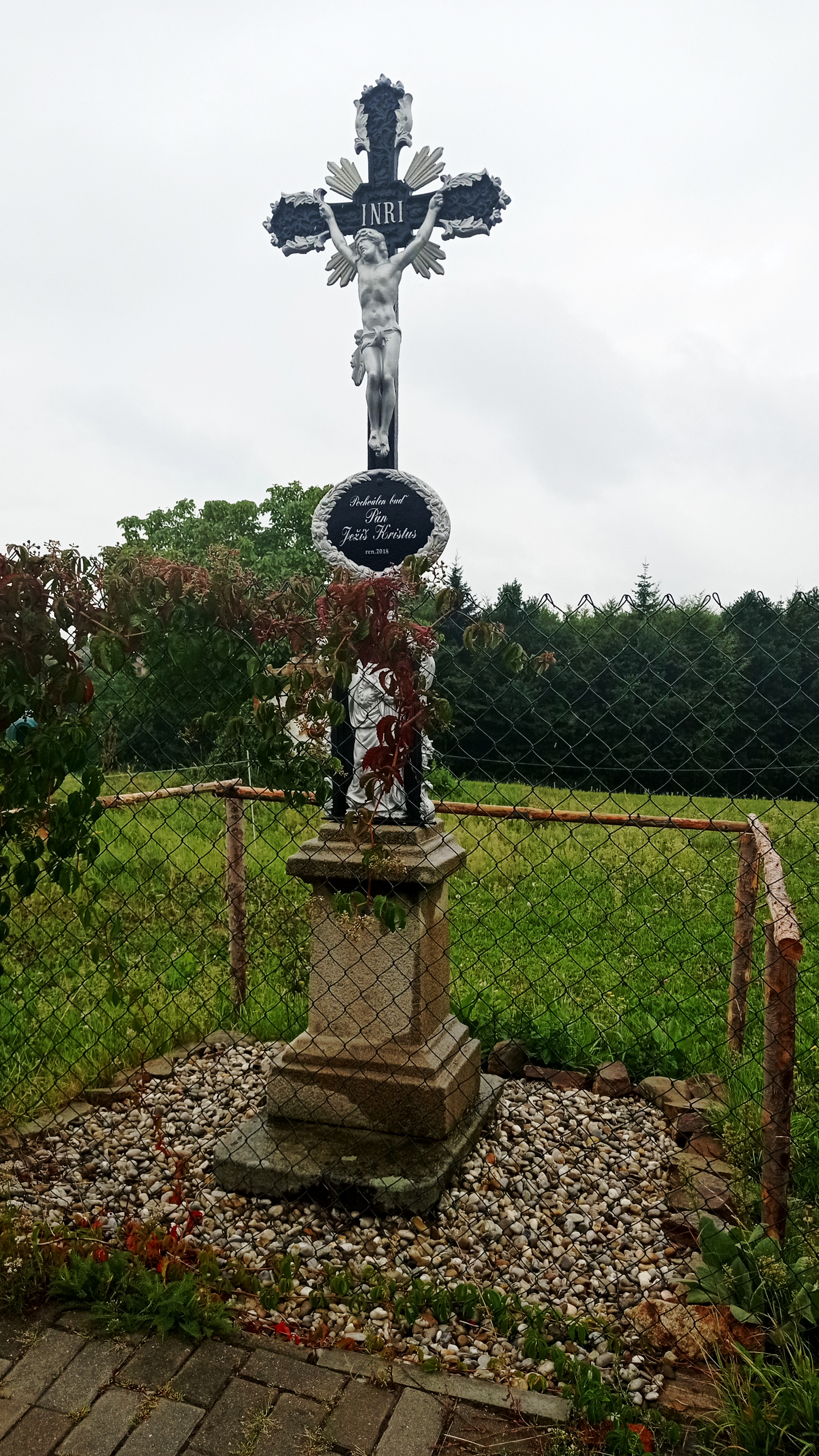
Kříž na Ledenické ulici
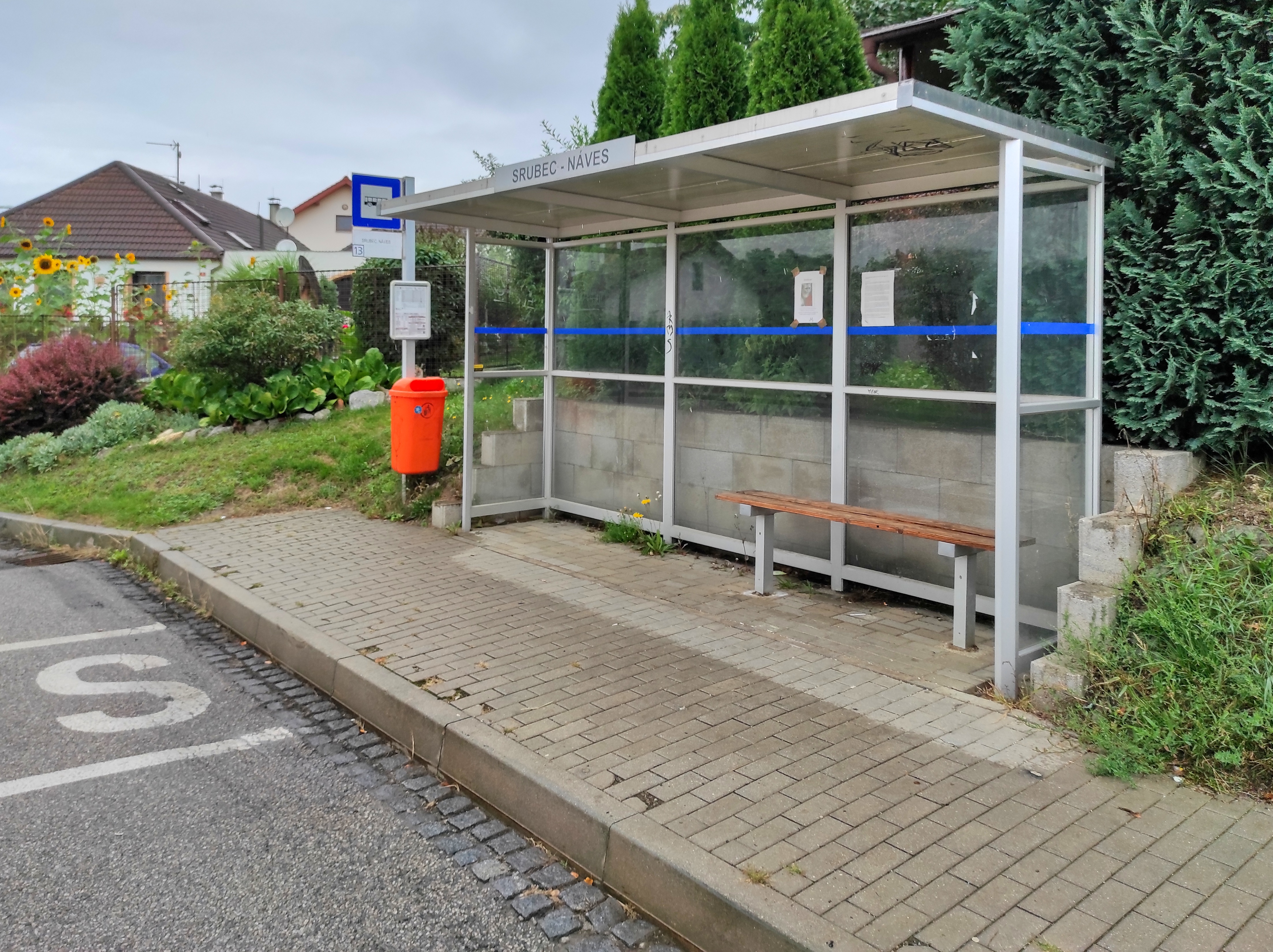
Zastávka MHD Náves
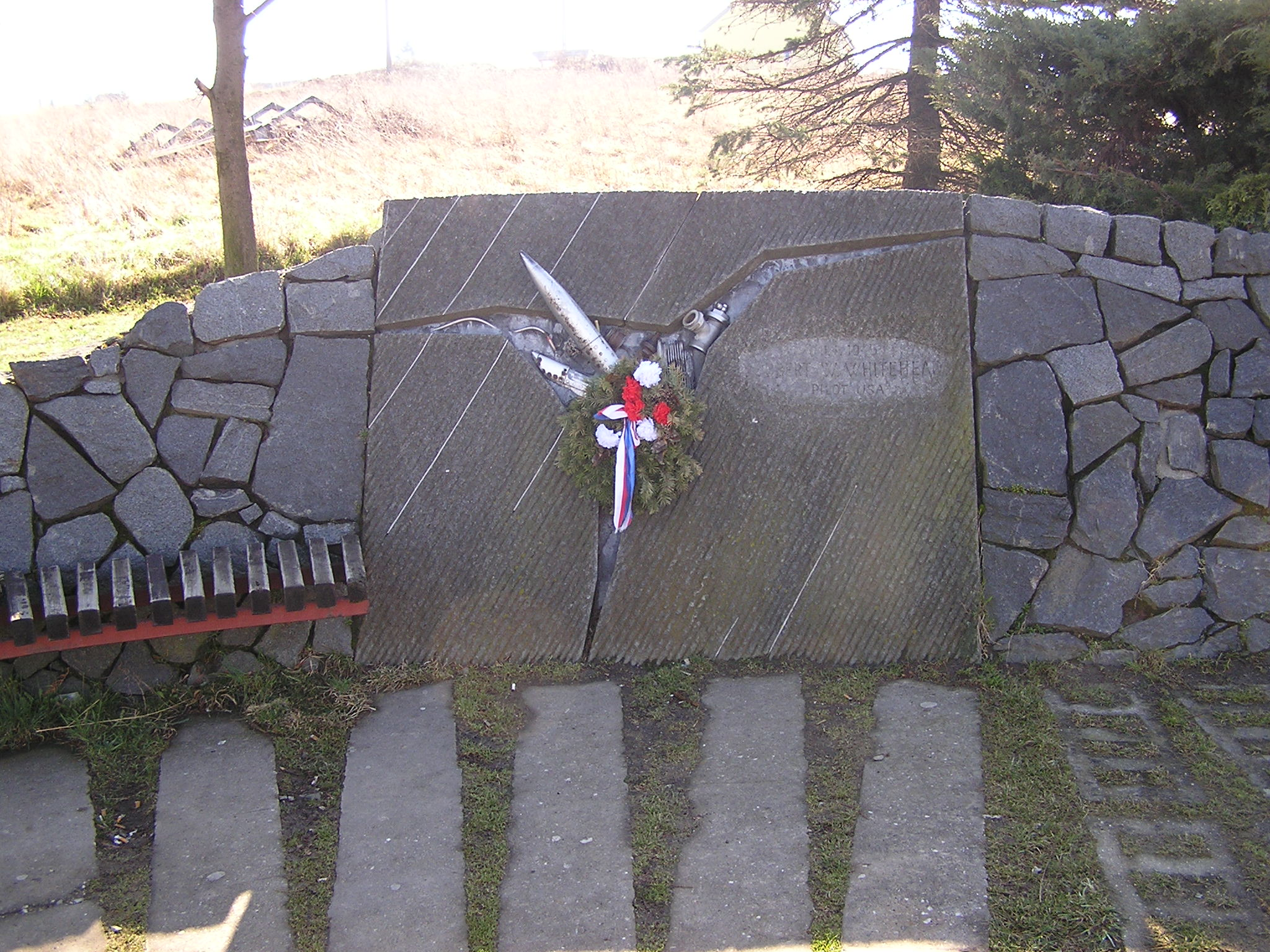
Pomník Roberta W. Whiteheada
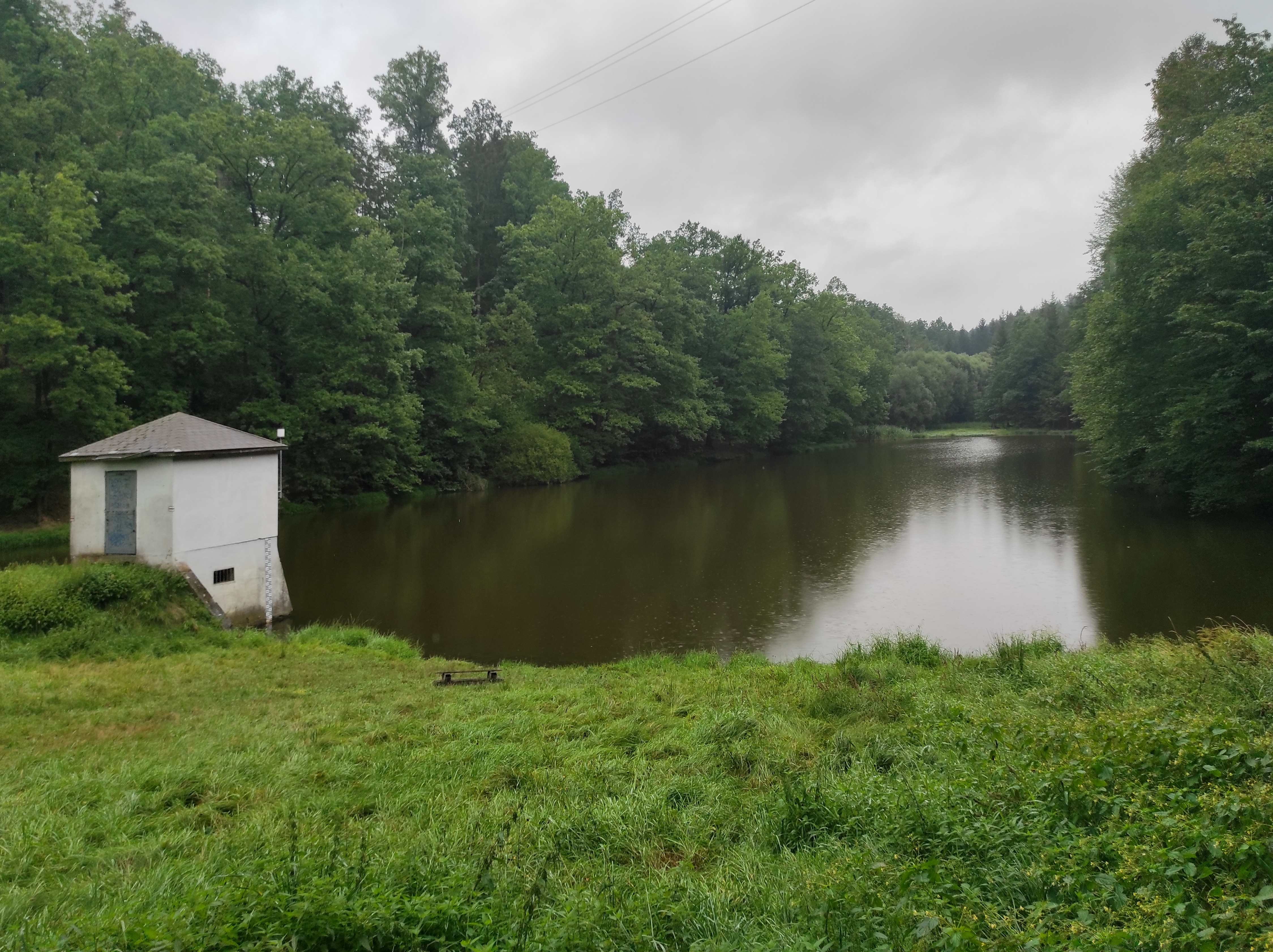
Nádrž České Švýcarsko